# ويليدا
تأخذ الشركة اسمها من الشكل الألماني لاسم القرن الأول بروكتيري فولفا فيليدا. بالإضافة إلى كونها معروفة باستخدام الطاقة الخضراء، تستخدم ويليدا المكونات الطبيعية المزروعة باستخدام الأساليب الديناميكية الحيوية ولم يتم اختبار أي من مكوناتها أو منتجاتها على الحيوانات.

مجموعة ويليدا هي عضو في اتحاد التجارة البيولوجية الأخلاقية (UEBT).

## تاريخ

شعار ويليدا

### 1920-24: التأسيس والتاريخ المبكر
في عام 1920، أسس رودولف شتاينر، الفيلسوف النمساوي، وإيتا ويجمان، وهو طبيب نسائي هولندي «المستقبل AG»، في ارليشيم، سويسرا، و«اليوم القادم AG» (شركة مسجلة مهمتها تشجيع القيم الاقتصادية والروحية) في شتوتغارت، ألمانيا. كانت أرباحهم التشغيلية تهدف إلى المساهمة في تمويل مختلف المشاريع الأنثروبولوجية مثل بناء جوثينوم وتأسيس مدرسة والدورف المجانية في شتوتغارت. في عام 1920، استحوذت شركة اليوم القادم AG على «المستعمرويرك بول رامبوس» السابق في شفيبيش جموند. اليوم، هذا هو موقع مقر ويليدا. في عام 1921، أرادت الشركتان الاندماج لأسباب مالية.
في عام 1922، تم تغيير اسم المستقبل AG إلى انترناشونال لابوراتوريز ايه جي (ILAG) وتم إصدار أسهم جديدة. في اجتماع عام، طلب رودولف شتاينر من المساهمين إعطاء أسهمهم في اليوم القادم إلى ILAG من أجل تأمين أصول كلتا الشركتين اللتين كانتا تواجهان صعوبات مالية. تم دمج الشركات تحت اسم جديد: المختبرات الدولية ومعهد العلاج السريري أرليشيم A.G.أصبحت المرافق في ألمانيا فروعًا للشركة الأم السويسرية. بناءً على اقتراح من رودولف شتاينر، تم تسجيل اسم ويليدا كعلامة تجارية: في 20 سبتمبر 1924 في ألمانيا وفي 25 سبتمبر 1924 في سويسرا. كما تم اقتراح إعادة تسمية ILAG، الشركة الأم وفقًا لذلك. في 10 ديسمبر 1928، تم تسجيل الشركة رسميًا تحت الاسم الجديد ويليدا AG، ولا تزال تُعرف بهذا الاسم حتى يومنا هذا. اشتق اسم ويليدا من النبي والمعالج الجرماني «فيليدا». تم تصميم شعار شركة ويليدا بواسطة رودولف شتاينر. يعتمد الشعار على قضيب أسكليبيوس، طاقم متشابك مع ثعبان، وهو رمز للمهن الطبية والصيدلانية.
تزامن إنشاء ويليدا مع إصلاح الحياة، وهي حركة اجتماعية في ألمانيا دعت إلى الطب البديل والغذاء الصحي.

### من عام 1925: التدويل
خلال العشرينات من القرن الماضي، وسعت شركة ويليدا نطاق منتجاتها. لا تزال بعض مستحضرات التجميل المطورة حديثًا جزءًا من المجموعة اليوم: حليب الزينة (لاحقًا حليب القزحية)، زيت التدليك، حمام إكليل الجبل، كريم البشرة، الصابون، صابون الحلاقة، طعام الجلد، كريم الحماية من الشمس، مسحوق غسيل الشعر، خلاصة حمام الصنوبر، وجوهر زهرة العطاس. تضاعف إجمالي مبيعات ويليدا بين عامي 1925 و1928 وتوسعت ويليدا دوليًا. تم تأسيس عدد من الشركات التابعة في عشرينيات القرن الماضي: شركة ويليدا البريطانية المحدودة (1924)، شركة ويايدا التجاريه (هولندا، 1926)، مختبرات أرليشيم الأمريكية (1926)، فيليدا- جيس.م.ب.هـ. (تشيكوسلوفاكيا، 1926).

### من عام 1933: ألمانيا النازية
خلال الثلاثينيات من القرن الماضي، نظرت أجزاء من الحزب النازي (NSDAP) إلى الأنثروبولوجيا كحركة تتعارض مع الاشتراكية الوطنية. نتيجة لذلك، تم حظر كتب رودولف شتاينر من المكتبات العامة البافارية. في عام 1935، تم حظر الجمعية الأنثروبولوجية. عدة مرات، تم تهديد ويليدا بفرض حظر على الإنتاج، والذي يمكن تجنبه بجهد كبير. في عام 1943، سلمت شركة ويليدا شحنة لمرة واحدة من كريم الحماية من قضمة الصقيع إلى القوات المسلحة الألمانية، فيرماخت. نظرًا لأن ويليدا لم يكن لديه الفازلين اللازم لإنتاج كريم الحماية من قضمة الصقيع الذي تم طلبه، فقد تم تزويده بهذا المكون من مخزون فيرماخت الخاص. تم تسليم كريم الحماية من قضمة الصقيع إلى الجراح سيغموند راشر من سلاح الجو الألماني. أجرى راشر تجارب انخفاض حرارة الجسم على السجناء في محتشد اعتقال داخاو. في التسعينيات، نأت ويليدا بنفسها عن هذه الإجراءات واعتذرت لجمعية الناجين أطفال العمل من الهولوكوست (AKdH). سهلت ويليدا إجراء تحقيق علمي شامل في الأحداث المعنية، أجراه قسم التاريخ بجامعة بازل. تغلبت ويليدا على فترة الحكم الاشتراكي القومي والحرب العالمية الثانية سالمة نسبيًا، حيث كانت الفروع الألمانية تابعة لشركة مقرها في سويسرا المحايدة.

### من عام 1945: تطورات لاحقة

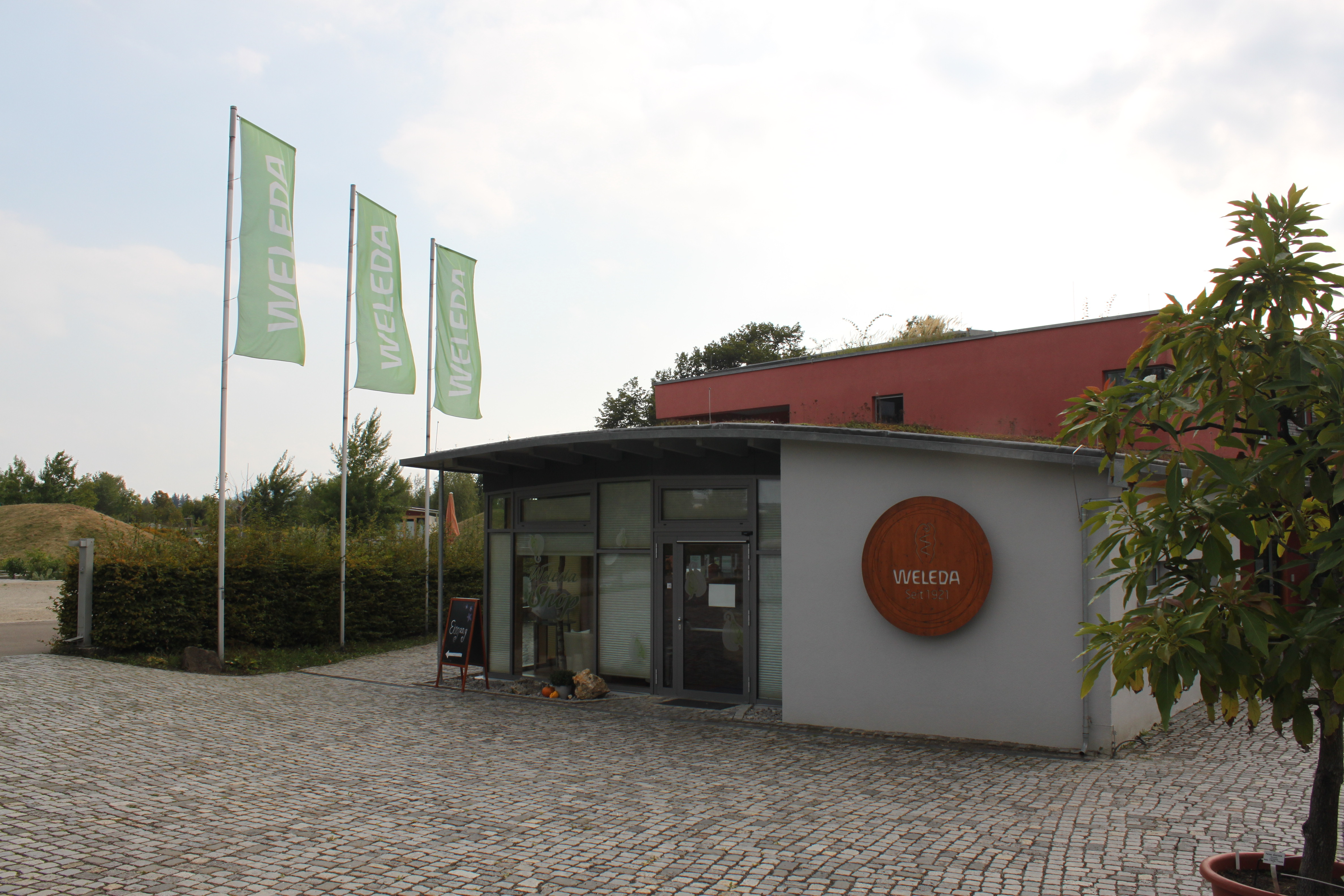
مركز الخبرة ويليدا شويبيش غمويند مركز الزوار مع متجر.

خلال الازدهار الاقتصادي في أوروبا في الخمسينيات والستينيات من القرن الماضي، وسعت شركة ويليدا نطاق منتجاتها: الشاي العلاجي (1950)، وإكسير النبق البحري (1955)، وحبر الوجه (1959)، وكريم الحلاقة (1960)، وحليب الاستحمام باللافندر (1961)، وبلسم القدم. (1962)، وشامبو الكستناء (1966). من الخمسينيات فصاعدًا، واصلت ويليدا متابعة دورة دولية. تأسست الشركات الأجنبية التابعة في إيطاليا (1953) ونيوزيلندا (1955) والسويد (1956) والبرازيل (1959) والأرجنتين (1965). زاد الطلب العالمي على مستحضرات التجميل الطبيعية بشكل مستمر خلال التسعينيات وما بعدها. بحلول عام 1992، تم تمثيل ويليدا في 30 دولة بمجموعة من أكثر من 10000 منتج. أنشأت ويليدا المزيد من الشركات التابعة الدولية، مثل ويليدا تشيلي (1992) وويليدا بيرو (1993) وويليدا اليابان (1999) وويليدا سلوفاكيا (2000) وويليدا فنلندا (2004). في نهاية عام 2018، افتتحت شركة منتجعات ويليدا سيتي في مدن لاهاي وروتردام وأويغستغيست الهولندية. في بداية عام 2020، تم افتتاح سبا سيتي سبا آخر في هامبورغ. في عام 2021، افتتح اثنان آخران من منتجعات المدينة في أمستردام وشتوتغارت.

### 2021: 100 عام ويليدا
في عام 2021، بلغت الشركة 100 عامًا وتحتفل بهذا الحدث بالشراكة مع جمعية الأشجار الخيرية البريطانية لدعم مشاريع التشجير في جميع أنحاء العالم. تهدف ويليدا إلى زراعة مليون شجرة من خلال هذا المشروع الذي يرعى مشاريع ومبادرات إعادة التحريج العالمية التي تديرها النساء أو تدعم النساء. بدأ المشروع ببيع هدايا الكريسماس في عام 2020 بتمويل 47255 شجرة. حتى اليوم تم غرس 78355 شجرة.

## الفلسفة الأنثروبولوجية والديناميكا الحيوية
تعتمد شركة ويليدا منتجاتها على الطب الشمولي والطب الأنثروبولوجي. الطب الأنثروبوصفي هو طب مستوحى من الفلسفة المسماة الأنثروبولوجيا.

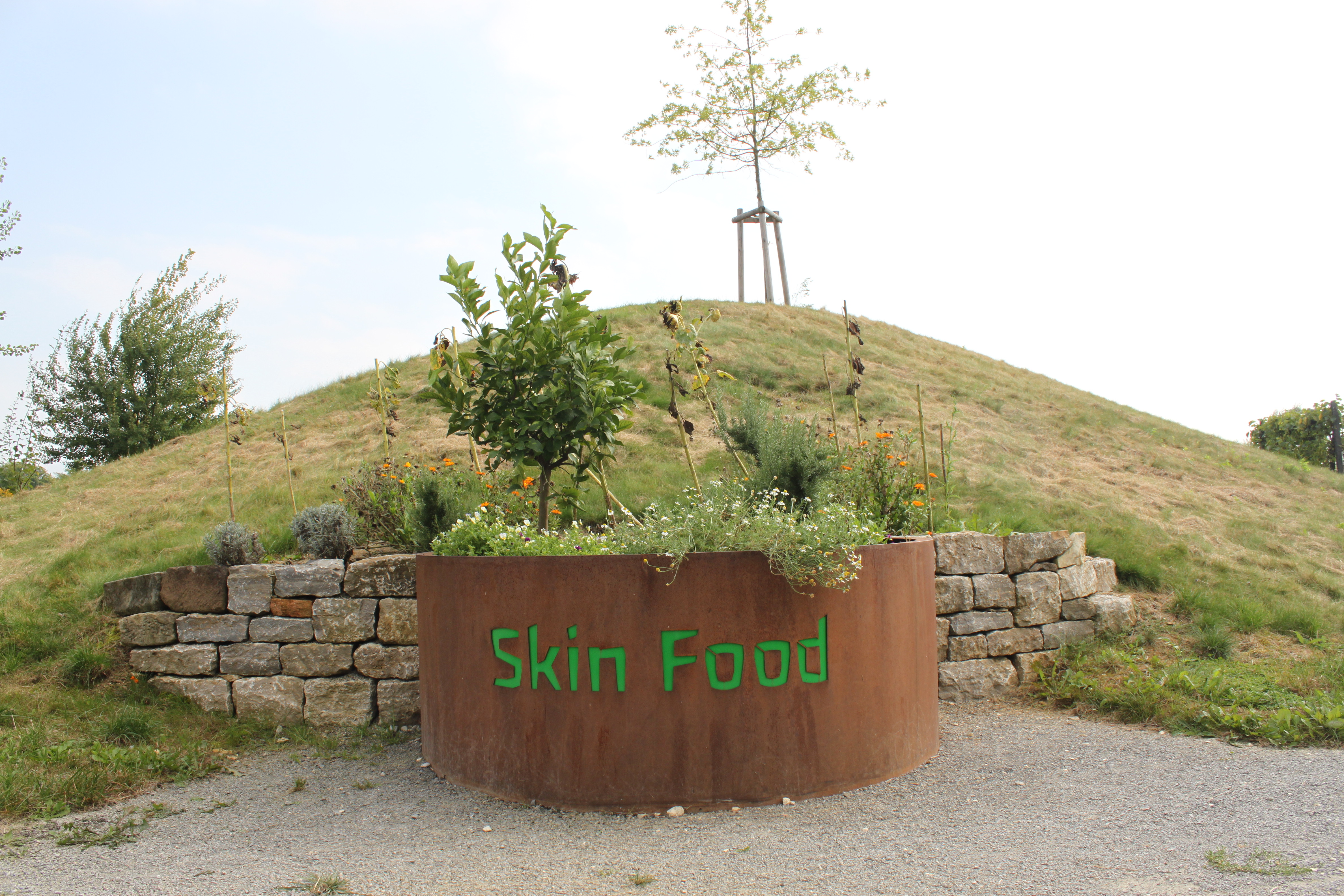
مركز الخبرة ويليدا شويبيش غمويند وعاء زهور الطعام الجلدي.

تتم زراعة المكونات النباتية لـويليدا باستخدام طريقة الزراعة المعروفة باسم الديناميكا الحيوية. تم تطوير الزراعة الحيوية من قبل أحد مؤسسي ويليدا، رودولف شتاينر في عام 1924. وتعامل الديناميكا الحيوية المزرعة بأكملها على أنها نظام بيئي حي مع خصوبة التربة ونمو النبات ورعاية الماشية كمهام مترابطة بيئيًا. لا يزال ويليدا مستوحى من فلسفة شتاينر اليوم. لقد شبعت الشركة قيمه من خلال جميع عملياتها: الزراعة الحيوية، والمعاملة العادلة للموظفين وأصحاب المصلحة وعمليات التصنيع المستدامة.

## منتجات
ويليدا هي الشركة الرائدة عالميًا في مجال مستحضرات التجميل والمستحضرات الصيدلانية الشاملة والطبيعية والعضوية للعلاج الأنثروبولوجي. يتضمن كتالوج المنتجات مجموعة كاملة من منتجات العناية بالبشرة، مثل ويليدا سكين فود، وعناصر للعناية بالأطفال، بالإضافة إلى مستحضرات المعالجة المثلية. وفقًا لفلسفة ما يسمى بالنباتات الرصاصية، تقوم الشركة بتطوير منتجات لا تركز فقط على المواد الخام، حيث تساهم جميع المكونات والصيغة بأكملها في التأثير الكلي. تشمل نباتات الرصاص زهرة العطاس، البتولا، الآذريون، السوسن، اللافندر والورد البري.

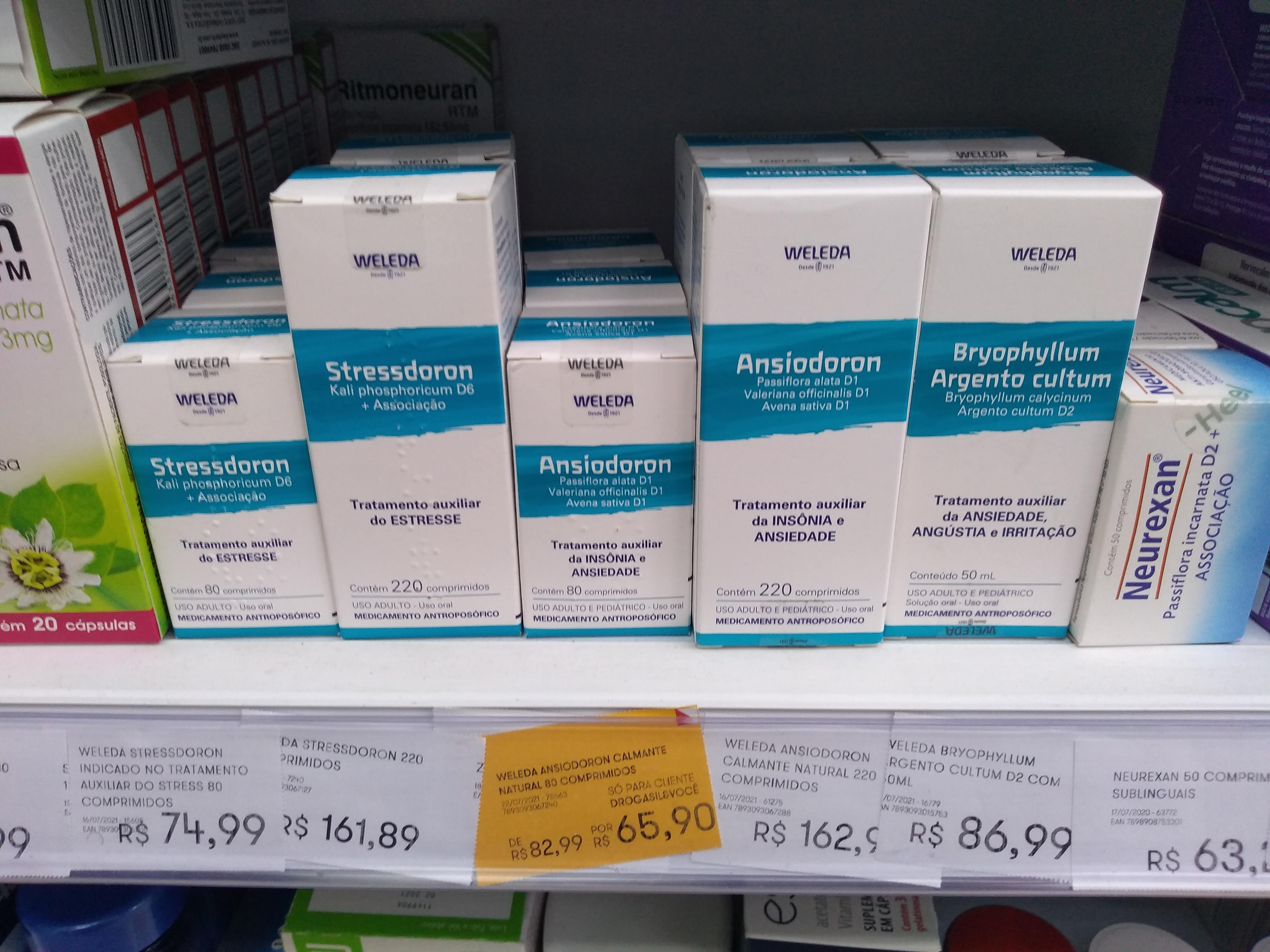
المنتجات المباعة من قبل ويليدا في البرازيل ، 2021.

يُعرف ويليدا بالمنتج التاريخي والرئيسي لمستخلص الهدال الأبيض المخمر (ألبوم لزج)، الذي يتم تسويقه تحت اسم إسكالور. ينبع هذا العلاج من رؤية شتاينر عام 1917: «وفقًا لرودولف شتاينر، فإنه فقط من خلال المزيج المناسب من مستخلصات الهدال الصيفي والشتوي يمكن أن ينشر الهدال«قوته العلاجية الحقيقية» على السرطان». يباع كمضاد للأورام، واستخدم على نطاق واسع في الثمانينيات من القرن الماضي لعلاج أنواع مختلفة من السرطان في سويسرا وألمانيا (مراكز العقيدة الأنثروبولوجية)، ومنذ ذلك الحين تم تأسيس عدم فعاليته ولم يوصى باستخدامه من قبل الكونجرس السويسري للسرطان ورابطة السرطان السويسرية.

## ارتباط اجتماعي
تدرك ويليدا أن لديها مسؤولية تجاه البيئات التي تعمل فيها، والأشخاص المشاركين في تصنيع منتجات ويليدا. وفقًا لمبدأ التنوع الذي يشكل قيمة ويليدا الأساسية، يتم تشجيع العمل الخيري على اتخاذ مجموعة متنوعة من الأشكال في البلدان الفردية التي توجد فيها ويليدا، عادةً كاستجابة للاحتياجات المكتشفة من خلال التفاعل مع المجتمعات المحلية. كانت ويليدا في شراكة مع مؤسسة الجمال الحي، وهي منظمة غير ربحية تدعم النساء المصابات بالسرطان. الشراكة مكرسة لتحسين نوعية الحياة للنساء المصابات بالسرطان والناجيات منه. تؤثر الفلسفة الأنثروبولوجية لشركة ويليدا أيضًا على طريقة إشراك الشركة لموظفيها. شكل يسمى ويركستوندين، جلسات لمدة ساعة واحدة حول الموضوعات الحالية، يتم تنسيقها من خلال مفهوم "الثقافة والهوية". بالنسبة للموظفين، البرامج تطوعية وجزء من ساعات العمل العادية. منذ عام 2015، يشارك موظفو ويليدا من مختلف البلدان في مبادرة الاستدامة «الدراجة إلى ويليدا». يجمعون معًا الكيلومترات للقيام بشيء جيد لحماية المناخ والبيئة عن طريق ركوب الدراجات إلى العمل. يمكن رؤية طول المسافة الإجمالية المقطوعة على موقع الويب الذي تم تمويله بمبلغ 10000 يورو من برنامج راد كولتور في ولاية بادن فورتمبيرغ الألمانية. في عام 2021، حصلت ويليدا على شهادة بي كورب. تصدق مختبر ب، الملصق الموجود خلف بي كزرب، على الأعمال التي تركز على الغرض وأفعالها وتأثيرها، بدلاً من منتجاتها فقط. التزمت ويليدا بالتأثير بشكل إيجابي على الأثر البيئي والاجتماعي. ستحتاج الشهادة إلى التجديد كل ثلاث سنوات، مما يؤدي إلى بدء عملية تطوير تهدف إلى معايير أعلى والتحسين المستمر.

## الاستدامة
الزراعة المستدامة
تصدر ويليدا تقرير الاستدامة السنوي، للإشارة إلى التقدم المحرز نحو أن تصبح شركة أكثر استدامة. مواءمة أهدافهم مع أهداف الأمم المتحدة للتنمية المستدامة لتعزيز الشفافية وإمكانية تتبع المنتجات. تهدف ويليدا أيضًا إلى حماية الطبيعة واحتياجات شركائها في الزراعة. انشأت ويليدا العديد من الحدائق لزراعة المكونات لمنتجاتها وفقًا لأساليب الزراعة الحيوية التي تتضمن الزراعة المستدامة وتجنب المبيدات الحشرية والعمل مع المواسم. وفقًا لمفهوم نباتات الرصاص، يتم زراعة العديد من النباتات الطبية في الحدائق، مثل آذريون، حشيشة الهر، الخزامى والمريمية.
منع النفايات وإعادة التدوير
كانت ويليدا بنلوكس محايدة مناخياً لعدة سنوات. شاركت الشركات في هولندا وبلجيكا أيضًا في مشروع التربة والمزيد من التأثيرات في عام 2008 وتنظم الشركة الهولندية عمليات التسميد في جميع أنحاء العالم. دخلت ويليدا في شراكة مع تيراسيكل، وهي شركة لإدارة النفايات، لجلب العملاء لإعادة تدوير عبواتهم. يمكن للمستهلكين إرسال عبواتهم الفارغة من خط منتجات أغذية الجلد بالكامل لإعادة تدويرها مجانًا. يتم تنظيف العبوات المجمعة وصهرها في بلاستيك صلب يستخدم في صنع منتجات معاد تدويرها جديدة.
المشاريع البيئية
شكلت ويليدا أستراليا ومؤسسة مؤسسة حديقة المطبخ شراكة لتثقيف الأطفال حول الدور المهم للملقحات من خلال بناء شبكة من خلايا النحل ب&ب في المدارس الابتدائية. في عام 2019، دخلت شركة ويليدا في شراكة مع بورنيو أورانجوتان سيرفايفل (BOS) لحماية إنسان الغاب والالتزام بالحصول على زيت النخيل المستدام. تعهدت شركة ويليدا بمبلغ 100000 دولار أمريكي لمشروع مدته 20 شهرًا والذي يهدف إلى خلق انسجام بين الحفاظ على الطبيعة واحتياجات الإنسان في منطقة مواس.
في عام 2018، حصلت ويليدا على أول شهادة على الإطلاق من اتحاد التجارة الأحيائية الأخلاقية (UEBT) ووسمتها للتوريد باحترام. تم تصميم شهادة UEBT لتظهر للمستهلكين أن المنتج الذي يرغبون في شرائه من إنتاج شركة تعامل الناس والتنوع البيولوجي باحترام.

## الجوائز
فازت ويليدا بالجائزة الأولى في حفل توزيع جوائز التجميل المستدام لعام 2021 من قبل شركة ايكوفيا في فئتي "القيادة المستدامة" و"الرائد المستدام".

## روابط خارجية
- الموقع الرسمي